# Un grande amore (film 1939)
Un grande amore (Love Affair) è un film del 1939 diretto da Leo McCarey, con protagonisti Irene Dunne e Charles Boyer.

## Trama
Sulla "Napoli", la nave che lo sta portando in America per por fine, con un ricco matrimonio, alla sua movimentata vita da scapolo, il rinomato playboy francese Michel Marnet incontra casualmente Terry McKay, ex cantante di night, anche lei in viaggio verso il promesso ricco sposo. Sorta come diversivo alla noia della traversata, tra la occhiuta e querula attenzione dei passeggeri ("ogni volta che cominciano a parlare di te, mi mandano a giocare", confessa innocentemente un bambino a Michel), la relazione tra i due si trasforma a causa di una sosta di poche ore nell'isola di Madera. Qui lo stretto legame di affetto e complicità che si stabilisce tra l'anziana Janou, che il devoto nipote è passato a trovare, e Terry rivelano a Michel un'immagine completamente nuova della donna.
In prossimità di New York si lasciano con un patto: se in nome del loro amore decideranno di rinunciare alle certezze che la vita riserva loro, di lì a sei mesi si ritroveranno in cima all'Empire State Building ("...il posto più vicino al paradiso"). Michel, che ha lasciato la sua ricca ereditiera per guadagnarsi da vivere con la pittura, si presenta puntualissimo, ma attende inutilmente sino a tarda notte. Giù, ai piedi del grattacielo, l'emozione ha giocato un brutto tiro a Terry: è stata investita da un'auto e ridotta in sedia a rotelle.
Nell'insegnamento del canto ai bimbi di un orfanotrofio, la donna trova la forza per resistere al crollo delle sue speranze. Nonostante le insistenze di Kenneth, l'uomo che doveva sposare, si rifiuta di informare Michel della sua condizione, anche quando, casualmente, i due si ritrovano a teatro.
Michel decide così di partire per cercare di dimenticare, ma prima passa da Terry per lasciarle lo scialle bianco che nonna Janou, nel frattempo morta, le aveva promesso. Le confida di averla ritratta con quello scialle in un quadro che non aveva mai voluto vendere, sino a quando, pochi giorni prima, il suo gallerista, impietosito dalle insistenze di una donna povera e invalida, aveva ottenuto il suo consenso. Detto questo, Michel esita, guarda Terry distesa sul divanetto dal quale, per tutto il colloquio, non si è mai alzata, poi dietro un angolo scopre il ritratto della donna... Capisce che la donna invalida è Terry, l'abbraccia e lei dice per sdrammatizzare: "Se tu puoi dipingere, io potrò camminare".

## Produzione
Il film fu prodotto dalla RKO Radio Pictures. Le riprese durarono dal 6 ottobre al 29 novembre e poi dal 13 dicembre fino agli ultimi giorni del 1938.

## Distribuzione
Il copyright del film, richiesto dalla RKO Radio Pictures, Inc., fu registrato il 16 marzo 1939 con il numero LP8757.
Sul mercato italiano sono uscite varie edizioni Home-Video del film in DVD. Le prime vennero distribuite da Enjoy/Koch Media e Hobby & Work.

### Critica
Il frequente ricorso ai toni della sophisticated comedy e del musical, evita al regista di cadere negli eccessi di sentimentalismo e romanticismo sottesi al tema dell'amore impossibile.
Notevole pianista e compositore di centinaia di pezzi, Leo McCarey affida alla musica un ruolo centrale nello sviluppo del racconto. È alle note di una canzone interpretata dall'"inconfondibile voce" di Irene Dunne, accompagnata al piano da nonna Janou, che Michel si innamora. È cantando nei locali di New York che la protagonista cerca l'autonomia. Nell'insegnamento del canto ai bambini cercherà poi di trovare nuove motivazioni, dopo l'incidente.
Realizzato nel periodo più creativo del regista, tra gli Oscar per la miglior regia ottenuti con L'orribile verità nel 1938 e La mia via, del 1945, Un grande amore, oltre a quella per il miglior film, ebbe altre cinque nomination all'Oscar: per la miglior attrice (Irene Dunne), per la miglior attrice non protagonista (Marija Uspenskaja), per la miglior sceneggiatura originale (Mildred Cram e Leo McCarey), per la miglior canzone (Buddy G. DeSylva), per la miglior scenografia (Van Nest Polglase e Alfred Herman). Ma quello fu l'anno di Via col vento.

## Remake
Il film ebbe due remake: Un amore splendido dello stesso Leo McCarey, del 1957, e Love Affair - Un grande amore di Glenn Gordon Caron, del 1994.